# Pendlebury
Pour l’article homonyme, voir John Pendlebury.
Pendlebury est une ville située dans la Cité de Salford, dans le Grand Manchester en Angleterre.
Sa population en 2011 était de 13 069 habitants.